# 烏里烏鄉
47°12′N 24°03′E / 47.2°N 24.05°E
烏里烏鄉（羅馬尼亞語：Comuna Uriu, Bistrița-Năsăud），是羅馬尼亞的鄉份，位於該國西北部，由比斯特里察-訥瑟烏德縣負責管轄，面積33平方公里，海拔高度257米，2007年人口3,688，人口密度每平方公里112人。